# Anatólia (João Pessoa)
O bairro Anatólia ou Jardim Anatólia faz parte da Zona Sul da cidade de João Pessoa. Por apresentar uma pequena extensão territorial e estar próximo do bairro dos Bancários, é muito confundido com este.

## Informações
O Jardim Anatólia, como é também chamado o bairro em questão, consiste em um pequeno quadrilátero de área aproximadamente igual a 0,8 km² (o dobro do tamanho do Vaticano). Ele fica incrustado entre os bairros Jardim São Paulo e Jardim Cidade Universitária e é considerado um bairro de classe média da capital paraibana. É saneado, pavimentado e atendido pelas redes postal, elétrica, de abastecimento de água e telefônica. O CEP do bairro começa com os seguintes números: 58052.
O Anatólia é um bairro essencialmente residencial: é formado por cerca de 245 residências (entre casas e apartamentos) e alguns poucos estabelecimentos comerciais, os quais variam entre pizzarias, lanchonetes, salões de beleza, tinturarias, escolas de idioma e auto-escolas. O bairro conta também com duas escolas, sendo uma pública e outra particular, uma igreja católica e uma escola de pintura. É um lugar considerado calmo e bom para se morar, embora o número de incidentes policiais tenha aumentado nos últimos anos.
O território do bairro é subdividido em 13 blocos e 13 ruas, sendo que a maioria delas recebeu curiosamente nomes de árvores. O bairro é cercado por quatro logradouros asfaltados: Rua Francisco Timóteo de Souza, Rua das Seringueiras, Avenida Flamboyant e Rua Bancário Sérgio Guerra, sendo esta última um pedaço da avenida que popularmente se chama Principal dos Bancários.
É atendido internamente por apenas duas linhas de ônibus: a 201 (Ceasa/Unipê), que liga o Jardim Anatólia e o Jardim São Paulo ao centro da cidade via Rangel (passando também pela UNIPÊ), e a I006 (Integração - Anatólia), que é responsável pelo deslocamento dos usuários dos dois bairros à Principal dos Bancários, onde pode ser feita integração com as linhas que nela trafegam.

## Logradouros
- Avenida Flamboyant
- Rua Bancário Sérgio Guerra
- Rua Bouganvileas
- Rua da Imbiribeira
- Rua das Baraúnas
- Rua das Castanholas
- Rua das Seringueiras
- Rua dos Angelins
- Rua dos Eucaliptos
- Rua dos Imburanas
- Rua dos Ipês
- Rua dos Pinheiros
- Rua Francisco Timóteo de Souza

## Edifícios residenciais
- Edifício Cristianne
- Residencial Anatólia
- Residencial Imburanas
- Residencial Matrinxã (em construção)
- Residencial Sete Coqueiros
- Residencial Antônio André
- Residencial Verona